# Радіокерування

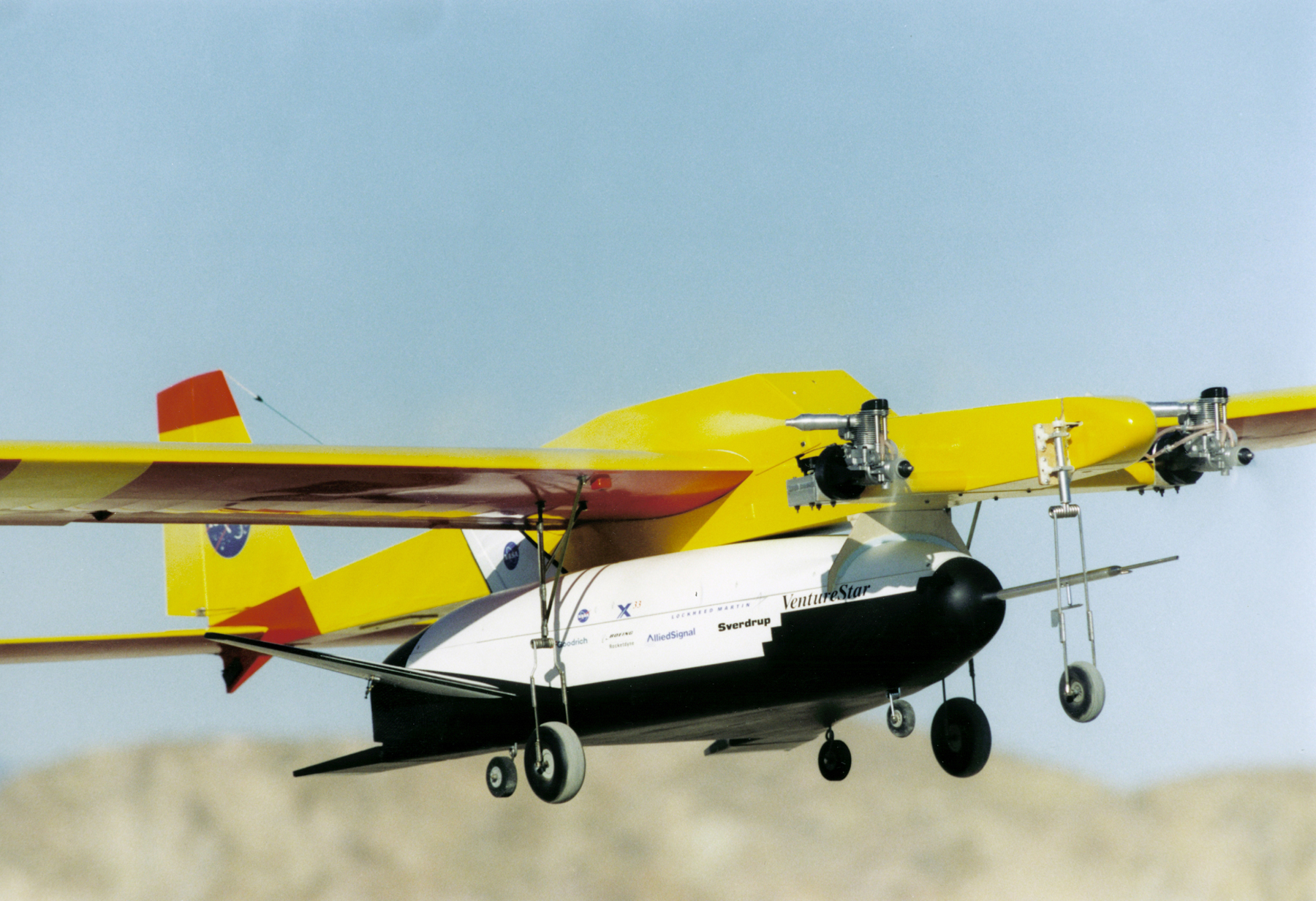
Радіокерована модель вантажного літака X-33
який бере участь в дослідженнях NASA

Радіокерування — способи та засоби дистанційного керування об'єктами з використанням радіосигналів. Апаратура радіокерування складається із передавача, котрий знаходиться у оператора та розміщених на керованому об'єкті приймача і виконавчих механізмів. Для передавання команд керування як правило застосовують їх кодування, модуляцію носійної т. і. з метою захисту сигналів керування від дій природних, штучних, в тому числі організованих завад. Відповідно в радіоприймачі керованого об'єкта здійснюється селекція, підсилення, демодуляція та декодування сигналів керування з подальшим розподілом до виконавчих (привідних) механізмів. Радіокеровані пристрої використовуються в наукових дослідженнях, промисловості, збройних силах, іграшках т.і.

## Історія

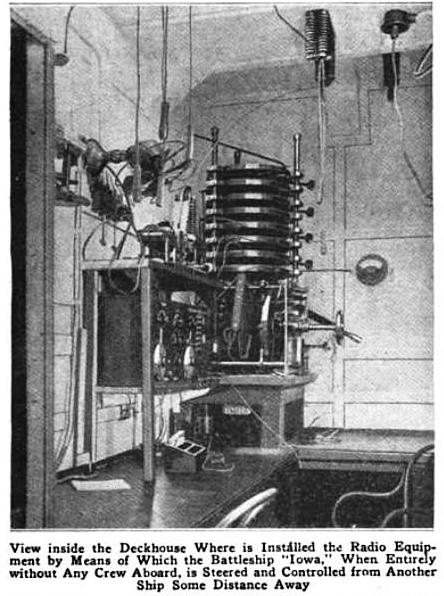
Радіокерований модуль, встановлений на лінкор «USS Айова» (1921)

25 березня 1898 року в Одесі прочитав лекцію з радіокерування та вперше у світі продемонстрував радіокеровані об'єкти видатний український вчений Микола Дмитрович Пильчиков. У вересні 1898 році на електричній виставці у Медісон-сквер-гарден американський винахідник Нікола Тесла вперше в Америці продемонстрував невеликий електричний човен, що був керований радіом. Тесла назвав цей човен телеавтомат та отримав патент США на свій винахід 8 листопада 1898 року.
Деякі автори:276—278 вважають Джона Гейса Геммонда молодшого засновником галузі радіокерування, який виконував експерименти будучи учнем Томаса Едісона у віці двадцяти років (1908 р.). Геммонд був близьким другом Тесли і вони проводили експерименти разом в його лабораторії, що знаходилась в його помісті. Він багато чому навчився в Тесли. 1903, іспанський інженер Леонардо Торрес і Кеведо у французькій академії наук представив свій пристрій «Телекіно (Telekino)», і отримав патент у Франції, Іспанії, Великій Британії і Сполучених Штатах.:97 У 1904 році паровий катер Кажан, який розробив винахідник Джек Кітчен і який проходив випробування на озері Віндермір, контролювався експериментальною системою радіокерування.